# Альваро Нуньес де Лара (ум. 1218)
Альваро Нуньес де Лара (исп. Álvaro Núñez de Lara; ок. 1170—1218) — кастильский дворянин, который играл ключевую роль, наряду с другими членами дома Лары, в политических и военных делах Королевств Леон и Кастилия на рубеже XIII века. Он был произведен в графы в 1214 году, служил альфересом королю Альфонсо VIII Кастильскому, был регентом во время малолетства короля Энрике I Кастильского и был майордомом (управляющим) короля Альфонсо IX Леонского. Он противостоял королеве Кастилии Беренгарии и ее сыну королю Фернандо III и поддерживал короля Леона во время войны между двумя королевствами 1217—1218 годов. В конце своей жизни он был рыцарем Ордена Сантьяго, в монастыре которого он был похоронен.

## Семья
Его родители происходили из влиятельных домов, имевших тесные связи с леонской королевской семьей. Его отец, граф Нуньо Перес де Лара, был регентом во время несовершеннолетия Альфонсо VIII Кастильского и сыном графа Педро Гонсалеса де Лара, бывшего любовника королевы Урраки. Его мать, Тереза Фернандес де Траба, была членом галисийского дома Траба и сводной сестрой короля Португалии Афонсу I, их общей матерью была Тереза Леонская, графиня Португалии, сводная сестра Урраки. Когда граф Нуньо умер в 1177 году, Тереза вышла замуж за короля Фердинанда II Леонского таким образом, он стал отчимом ее детей, которые затем воспитывались при дворе вместе с будущим королем Леона Альфонсо IX.
Его братья Фернандо и Гонсало также были графами и значительными фигурами в политических и военных делах той эпохи. Фернандо декабре королю Альфонсо VIII. Тем не менее, его чрезмерное честолюбие поссорило его с королем, и он был вынужден покинуть Кастилию и искать убежища в Марракеше, где он и умер в 1220 году. Карьера другого брата, Гонсало, отца графа Нуньо Гонсалес де Лара «Эль Буэно», происходила в Королевстве Леон.

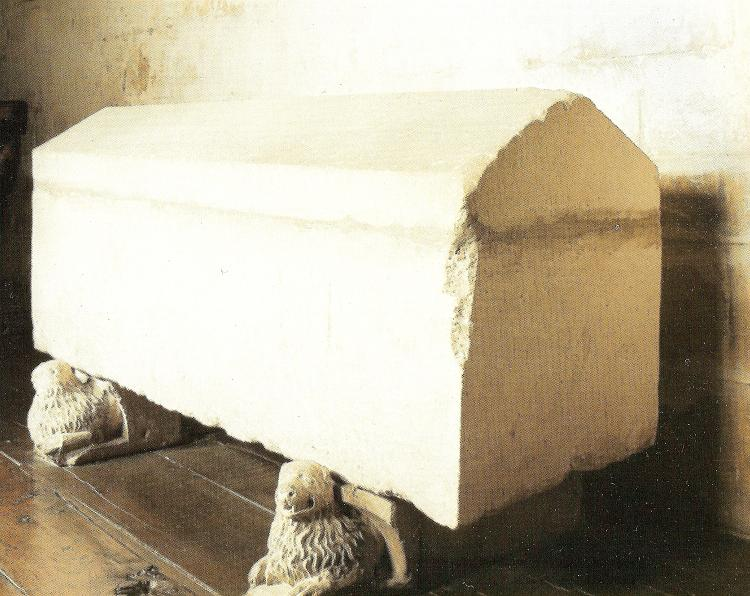
Гробница короля Энрике I Кастильского. Аббатство Санта-Мария-ла-Реаль-де-лас-Уэльгас, Бургос.

## Ранняя карьера
После смерти своего отчима короля Фердинанда II Альваро утвердился при кастильском дворе вслед за двумя своими братьями. С января 1196 года он начал свидетельствовать королевские хартии. Именно в это время Лары стали близки друг другу. Диего Лопес II де Аро, сеньор Бискайи и, возможно, примерно в это же время Альваро женился на Урраке, дочери Диего, которого он заменил в качестве королевского альфереса в мае 1199 года — эту должность он занимал в 1199—1201 годах (когда он передал её своему брату Фернандо Нуньеса де Лары) и снова в 1208—1217 годах. Он сражался вместе со своими братьями Фернандо и Гонсало на поле боя. В битве при Лас-Навас-де-Толоса 16 июля 1212 года он нёс королевский штандарт. «Латинская хроника королей Кастилии» приводит яркий отчёт о выступлении графа Альваро в битве.
В благодарность за доблесть, проявленную графом в этом сражении, которое ознаменовало собой важную веху в его жизни, король Альфонсо VIII пожаловал ему 31 октября 1212 года деревню Кастроверде в награду за многие добровольные услуги. Позднее, 18 мая 1217 года, Альваро пожертвовал эту деревню в дар церкви Ордена Сантьяго.
Инфант Фердинанд Леонский — сын Альфонсо IX и его первой жены Терезы Португальской — наследник престола Леона, скончался в августе 1214 года в возрасте 22 лет. Беренгария и её отец король Альфонсо VIII питали надежду, что инфант Фердинанд Леонский, сын Альфонсо IX от самой Беренгарии, должен был стать преемником, хотя сначала необходимо было прийти к соглашению с леонцами и португальцами, чтобы аннулировать права на трон сестёр недавно умершего инфанта Фердинанда, Санчи и Дульсы.
Однако через несколько месяцев, 6 октября 1214 года, король Кастилии Альфонсо VIII скончался, ему наследовал его сын Энрике I. Перед смертью король поручил епископам, своему другу Менсию Лопесу де Аро и своему майордому Гонсало Родригесу Хирону, чтобы они следили за исполнением его повелений и стали гарантами преемственности на кастильском престоле. Вдова короля Элеонора передал опеку над наследником Беренгарии. Несколько недель спустя королева Элеонора умерла и оставила опекунство над Энрике и регентство своей дочери Беренгарии и прелатам Паленсии и Толедо.
Некоторые дворяне считали, что регентство Беренгарии слишком зависит от поддержки епископа Паленсии Тельо Тельеса де Менесеса и архиепископа Толедского Родриго Хименеса де Рады. Эта ситуация раздражала их и, по словам «Латинской хроники королей Кастилии», «большинство баронов решили, что Альваро должен стать регентом от имени короля и взять на себя заботу о королевстве». Альваро, согласно De rebus Hispaniae, подкупил Гарсию Лоренсо, рыцаря Паленсии и опекуна молодого короля, чтобы тот передал ему Энрике. Беренгария неохотно согласилась. Как утверждал Хименес де Рада, это было честолюбивое стремление дома Лара контролировать королевство, как и отец Альваро, Нуньо Перес де Лара, который был регентом в 1164—1169 годах во время малолетства короля Альфонсо VIII. Именно в это время Альваро был возведён в ранг графа.
De rebus Hispaniae Хименеса де Рады является основным источником описания событий, происходивших в те годы, охватываемые Estoria de España. Объективность архиепископа в его изложении событий должна быть принята с осторожностью из-за его симпатии к короне, его презрения к Ларам и его решимости «продвигать интересы Толедо над интересами Сантьяго и Севильи». В годы своего регентства граф Альваро поссорился с духовенством и злоупотребил своим положением, особенно в 1215 году, когда, воспользовавшись отсутствием нескольких епископов в королевстве во время Четвёртого Латеранского собора (1215—1216), он перешёл к захвату их привилегий и рентных доходов и экспроприировал tercias (часть церковной десятины). Тем не менее, 15 февраля 1216 года он публично извинился и пообещал, что мы никогда больше не будем захватывать их tercias (феоды).
В апреле 1216 года, демонстрируя свою власть, граф Альваро подписал документ в королевский монастырь Сан-Бенито-де-Саагун, в которой Энрике, как говорят, правил в Толедо и Кастилии, а «Альваро Нуньес правит всей страной под его началом». Он дестабилизировал политическую ситуацию, исключив из органов власти других дворян. Примечателен случай Гонсало Родригеса Хирона, смещенного в 1216 году с должности старшего майордома (управляющего), которую он занимал в течение восемнадцати лет. Другие дворяне, например Лопе Диас II де Аро, сеньор Бискайи, Альваро Диас де лос Камерос, Альфонсо Тельес де Менесес и сам архиепископ Толедский также не были приветствуемы при дворе.
Весной 1216 года граф Альваро Нуньес де Лара попытался убедить Альфонсо IX, чтобы его бывшая жена, королева Беренгария, передала ему свои замки. Возможно, именно по этой причине Беренгария решила послать своего сына Фердинанда к отцу, чтобы обеспечить ему преемственность в Леоне. Примерно в это же время кортесы несколько раз их вызывали по настоянию знати. Беренгария не присутствовала на них, либо потому, что не была предупреждена о них, либо по собственному решению. Лопе Диас де Аро, Гонсало Родригес Хирон, Альваро Диас де лос Камерос, Альфонсо Теллес де Менесес и архиепископ де Рада отправились в Беренгарию, которая находилась аббатстве Санта-Мария-де-ла-Реаль-де-Лас-Уэльгас, чтобы попросить её вмешаться и ответить на злоупотребления, совершенные Альваро.
Вскоре после этого Альваро переехал в Медина-дель-Кампо с королём Энрике, а потом в Авилу, где он был посвящён в рыцари. Он написал Беренгарии, предупреждая её не действовать против королевского двора, регентом которого он был. Примерно в это же время он вёл переговоры о браке Энрике с Мафалдой, дочерью короля Португалии Саншу I. Но этот брачный союз в 1216 году был аннулирован по настоянию королевы Беренгарии епископами Бургоса и Паленсии, действовавшим по поручению папы римского Иннокентия III. Позднее Альваро вёл переговоры с королём Леона Альфонсо IX о браке его дочери Санчи с королём Энрике. Если бы брак (которому помешала смерть молодого короля) состоялся, Энрике стал бы наследником леонской короны.
Осенью 1216 года Альваро, утверждая, что действует от имени Энрике I, потребовал, чтобы Беренгария передала ему несколько замков, в том числе Бургос, Сан-Эстебан-де-Гормас, Курьель-де-Дуэро, Вальядолид и Иту, а также кантабрийские порты, которые были переданы ей по брачному договору королём Альфонсо IX в день их свадьбы. Беренгария потребовала объяснений от своего брата Энрике, который отрицал, что ему известно о такой просьбе регента, и, встревоженный эксцессами, совершаемыми Альваро, попытался встретиться с его сестрой. Узнав об этом, Альваро приказал убить гонца, которого Беренгария послала ко двору, чтобы выяснить, как поживает её брат и чем занимается граф. Хроника Хименеса де Рады рассказывает, что Альваро подделал письмо Беренгарии, якобы призывая убить короля Энрике по совету семей Менесес и Хирон в Тьерра-де-Кампосе, которые открыто поддерживали её. Из-за предвзятости, проявленной Хименесом де Радой и его безоговорочной поддержки Беренгарии, письмо могло быть подлинным, а не подделкой Альваро, как писал архиепископ Толедский. Как бы то ни было, оппозиция Альваро выросла после этого эпизода. Родриго Гонсалес де Вальверде, рыцарь, верный Беренгарии, попытался организовать встречу между Беренгарией и её братом Энрике, но был взят под стражу и доставлен в тюрьму в замке Аларкон по приказу Альваро.

## Год большого напряжения в Кастилии

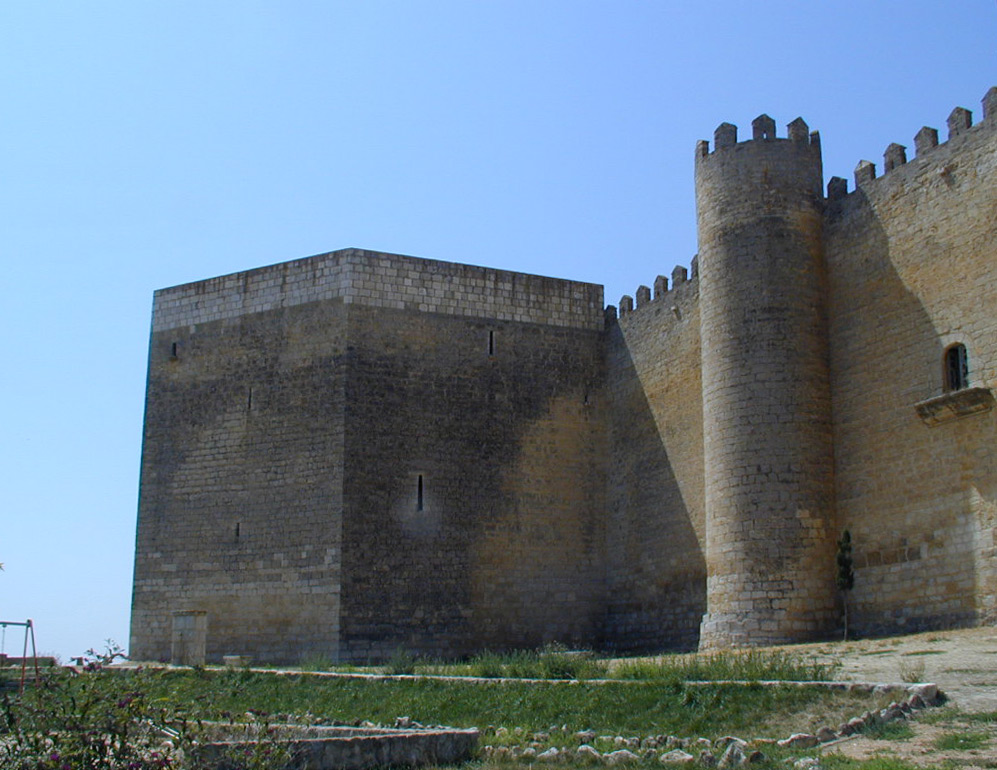
Замок Монтеалегре-де-Кампос

Согласно Латинской хронике королей Кастилии, 1217 год был одним из самых напряженных, «таких, каких никогда не было раньше в Кастилии». Королевский управляющий Гонсало Родригес Хирон был заменен Мартином Муньосом де Инохосой. Другие аристократы, связанные с Беренгарией, такие как семьи Менесес, Хирон, Аро и Камерос, заметно отсутствовали в королевских хартиях. Альваро также внес изменения в канцелярию.
Альферес Альваро Нуньес де Лара, как он именуется в хронике, преуспел в том, что ему были переданы все замки королевства, возможно, для того, чтобы он мог установить землевладельцев и капитанов крепостей, которым он доверял. Это привело его к конфликту с большим количеством знати, которая заметила, что он захватывает все больше и больше власти. В оппозиционную фракцию входили семьи Менесес, Хирон, Аро и Камерос, чье отсутствие в королевском совете отмечается с февраля 1217 года. В том же месяце Алваро вместе с королем Энрике отправился в Вальядолид, возможно, в качестве последней попытки избежать войны. Новый королевский управляющий Мартин Муньос де Инохоса направил Беренгарии письмо с требованием сдать замки Бургос и Вальядолид, а также порты Кантабрии. Похоже, что она сдала все это, кроме Вальядолида, хотя это и не предотвратило конфликта. Беренгария остановилась в замке Аутильо-де-Кампос, который контролировался семьей Хирон . Альваро не хотел отказываться от своей власти. В хрониках упоминается, что семья Хирон, Гарсия Фернандес де Вильямайор, Гильен Перес де Гусман, зять Гонсало Родригеса Хирона и Хиль Манрике отправились в Аутильо, чтобы поддержать Беренгарию. Лопе Диас де Аро укрылся в Миранде-де-Эбро с примерно 300 рыцарями. Когда Альваро узнал об этом, он послал своего брата Гонсало, который отправился в путь с большим войском. Священнослужителям удалось предотвратить сражение, и Гонсало вернулся ко двору, а Лопе Диас де Аро встретился с Беренгарией в Аутильо.
В марте 1217 года Альваро Нуньес де Лара, сопровождаемый своими братьями графами Фернандо и Гонсало, Мартином Муньосом де Инохоса, Гарсией Ордоньесом, Гильермо Гонсалесом де Мендосой и другими дворянами, вторгся в Тьерра-де-Кампос, где семьи Хирон и Менесес владели наследственными землями, причинив много разрушений в долине Тригерос. Затем они направились к замку Монтеалегре и в земли Суэро-Теллез-де-Менесес. Его родственники, Гонсало Родригес Хирон и Альфонсо Телес де Менесес, пришли к нему на помощь со своей вооруженной свитой, хотя они отступили и избежали сражения, узнав, что молодой король Энрике был среди войск регента. Альфонсо Телес де Менесес сдал замок и отступил в Вильяльба-дель-Алькор, преследуемый войсками Альваро, где он защищал замок во время семидесятидневной осады без поддержки знати, которая все еще находилась в Аутильо. Затем войска Альваро двинулись на Аутильо и Сиснерос, где осадили Беренгарию и ее сторонников. Лопе Диас де Аро и Гонсало Родригес Хирон направились ко двору короля Леона, чтобы попросить инфанта Фердинанда прийти на помощь его матери. Тем временем король Энрике снял осаду Аутильо, когда Альваро направился во Фречиллу, опустошив земли рода Хирон . Беренгария была вынуждена просить мира, отказавшись от мест, находившихся тогда во власти короля Энрике и графа Альваро. Во время отсутствия инфанта Фердинанда при дворе Леона, Альваро был назначен королевским старшим майордомом в конце 1217 года, а Санчо, сын королевы Уррака Лопес де Аро, и король Фердинанд II Леонский сместили его с должности королевского альфереса. Граф Альваро и кастильский двор обосновались в епископском дворце Паленсии. Епископом в то время был Тельо Теллес де Менесес, брат Альфонсо и Суэро Теллес де Менесес, родственник семьи Хирон.

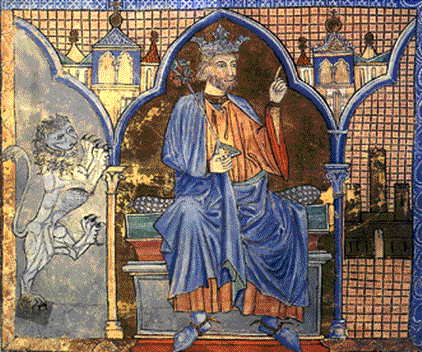
Король Кастилии Фернандо III.

## Смерть Энрике I, отречение Беренгарии и преемственность Фердинанда III
В мае 1217 года Альваро поселился в епископском дворце Паленсии вместе с кастильским двором и королем Энрике. 26 мая с молодым королем произошел несчастный случай, когда он играл с другими детьми во дворе дворца, когда сорвавшаяся с крыши черепица упала и ударила его по голове, причинив смертельную травму. Этот несчастный случай положил начало падению Альваро Нуньеса де Лары. Он попытался скрыть смерть короля и привез его тело в замок Тарьего. Беренгария узнала о смерти брата почти сразу, вероятно, благодаря своим шпионам при леонском дворе. Она взяла на себя заботу о том, чтобы найти тело своего брата и доставить его в фамильный склеп в аббатстве Лас-Уэльгас в Бургосе, где он был похоронен.
Тем временем Беренгария попросила своего сына, будущего короля Фердинанда III, который был со своим отцом королем Альфонсо IX в Торо, присоединиться к ней. Она поручила эту миссию трем своим самым верным сторонникам — Гонсало Родригесу Хирону, Альфонсо Тельес де Менесесу и Лопе Диасу II де Аро. Они должны были убедить Альфонсо, что инфант Фердинанд должен вернуться к своей матери, не раскрывая планов наследования кастильского престола, и сопровождать его в Аутильо, где она находилась, под предлогом нападения на замок и сокрытия известия о смерти ее брата Энрике. Хотя инфанты Санча и Дульсе отвергли объяснения аристократов, они в конце концов убедили их, что Энрике жив и здоров, и им удалось привезти инфанта Фердинанда к его матери в Аутильо, где вскоре он был провозглашен королем.
Это было сделано без одобрения двора и советов наиболее важных городов Кастилии, которые собрались в Сеговии, а затем в Вальядолиде для рассмотрения вопроса о престолонаследии. Некоторые предпочитали выполнение условий Саагунского договора, по которому Альфонсо IX должен был быть провозглашен королем Кастилии, объединив таким образом обе короны, или же переход трона к Беренгарии — выбор, который в конечном счете возобладал. Беренгария немедленно отреклась от престола в пользу своего сына, который был провозглашен королем 2 июля 1217 года в Вальядолиде.

## Война между двумя королевствами и поражение Альваро
Хотя Беренгария была старшей из детей Альфонсо VIII Кастильского, Альваро утверждал, что Бланш Кастильская, королева-консорт Франции по браку с Людовиком VIII, должна стать преемницей недавно умершего короля Энрике. Он послал ей письмо, которое она отвергла, и она попросила Алваро передать замки, которые он предлагал ей, ее сестре Беренгарии. Беренгария и король Фердинанд немедленно прибыли в Паленсию. Войска Фердинанда двинулись к Дуэньясу, где его сторонники начали переговоры, чтобы положить конец военным действиям. Альваро упрекал Беренгарию за поспешную коронацию Фердинанда и добивался опеки над ним, но Беренгария отказалась, хотя новому королю уже исполнилось восемнадцать лет. Претензии Альваро были отклонены, и король Фердинанд со своей свитой отправился в Вальядолид.
4 июля, через два дня после коронации Фердинанда, его отец, король Леона Альфонсо IX, который все еще не отказался от своих притязаний на трон Кастилии, вторгся в Тьерра-де-Кампос и занял Уруэнью, Вильягарсию, Кастромонте и Арройо. Тем временем инфант Санчо Фернандес Леонский, который в то время был королевским альфересом и главным феодалом Леона, Саламанки и других мест, вторгся в Авилу, но был отбит городским ополчением и вынужден отступить. Король Фердинанд пытался договориться со своим отцом, чтобы тот отказался от кастильского трона. Альфонсо IX предложил, чтобы он добился разрешения папы на повторный брак с Беренгарией, признав ее права на трон Кастилии, и чтобы оба королевства объединились после их смерти, и чтобы их наследником стал их сын Фердинанд как единственный король.
Кастильцы отвергли это предложение, и Альфонсо IX отправился в Бургос, чтобы взять город. Беренгария и ее сторонники послали Лопе Диаса II де Аро и братьев Родриго и Альваро Диаса де лос Камероса защищать Дуэньяс, опасаясь нападения со стороны Альфонсо. По совету Альваро Альфонсо направился в Бургос через Лагуну-де-Дуэро, Торквемаду и Тордомар, опустошив по пути владения главного майордома Беренгарией Гарсиа Фернандеса де Вильямайора. Наконец он решил вернуться в Леон, взвесив трудности взятия Бургоса. По пути через Паленсию он опустошил земли своих врагов, семей Хирон и Менесес, и дошел до Торремормохона. Тем временем войска из Авилы и Сеговии прибыли к кастильскому двору, находившемуся в Паленсии, чтобы поддержать короля Фердинанда, который уже восстановил контроль над Бургосом, Лермой, Ларой и Паленсуэлой, хотя Муньо оставался верен Альваро. В середине августа 1217 года король Фердинанд вступил в Бургос, где его приветствовали. Оставалось подчинить своей власти еще несколько крепостей, в том числе Белорадо, Нахеру, Наваррете и Сан-Клементе. Первые двое остались верны брату Альваро Гонсало, а двое последних сдались королю.
В сентябре 1217 года король Фердинанд покинул Бургос и направился в Паленсию. Брат Альваро Фернандо укрылся в засаде в Ревилья-Вальехера, но засада не удалась, так как ее обнаружили королевские войска. Альваро предпринял еще одну попытку устроить засаду на окраине Эрреруэла де Кастильерия. 20-го числа братья Альфонсо и Суэро Телес де Менесес вместе с Альваро Родригесом Хироном, братом Гонсало, застали братьев Лара врасплох. В то время как его братья бежали, Альваро был взят в плен в Вальядолиде, где он был вынужден, как минимальное условие освобождения, отказаться от крепостей, которые он контролировал, включая Аларкон, Каньете, Тарьего, Амайю, Вильяфранка-Монтес-де-Ока, Сересо-де-Рио-Тирон, Панкорбо, Белорадо и другие места.
Как только Альваро вернулся в Леон, где он все еще занимал пост королевского старшего майордома, короли Леона и Кастилии заключили перемирие в ноябре 1217 года, в котором приняли участие Альваро и его брат Фернандо Нуньес де Лара. Однако мир не был заключен, и, возможно, поощряемый Альваро, король Леона Альфонсо IX вторгся в Кастилию весной 1218 года и захватил крепость Вальденебро близ Медины-де-Риосеко. Альваро Нуньес де Лара попытался вернуть замки, которые он был вынужден уступить, когда его схватили и посадили в тюрьму, и предложил обменять их на Вальденебро, но Фердинанд III отказался. Фердинанд III отправился в Тордеумос, откуда он сопротивлялся вторжениям братьев Лара, которые, в свою очередь, убедили Альфонсо IX нарушить перемирие и напасть на Кастилию.
Войска Альфонсо выступили из Саламанки. Его сын Фердинанд решил организовать свое первое вторжение в Леон, послав Лопе Диаса де Аро, Альваро Диаса де Камероса и Гарсиа Фернандеса де Вильямайора. Однако вскоре они были вынуждены отступить и искать убежища в Кастрехон-де-ла-Пенья, который тогда был окружен Альфонсо и Ларами. Альваро, принимавший участие в осаде, тяжело заболел и уехал в Торо, где решил вступить в Орден Сантьяго.

## Смерть и погребение

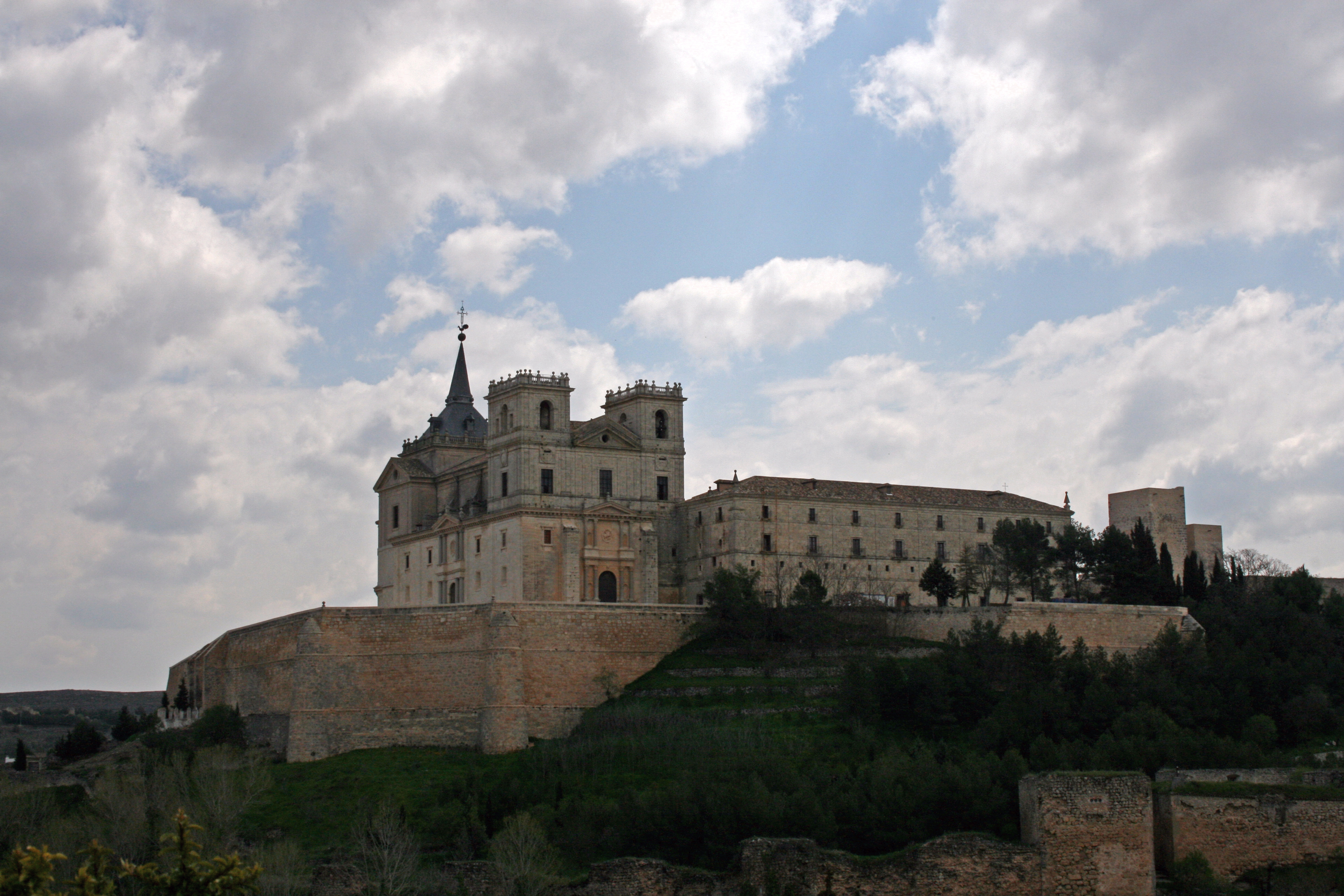
Монастырь в Уклесе, где был похоронен граф Альваро Нуньес де Лара

Согласно хронике архиепископа Хименеса де Рада, Альваро Нуньес де Лара заболел и умер в Кастрехоне, куда он приехал в погоне за Гонсало Родригесом Хироном и Лопе Диасом де Аро. Crónica general vulgata отличается от этого рассказа, утверждая, что он был доставлен в Торо, вступил в Орден Сантьяго и умер там.

## Брак и дети
Альваро Нуньес де Лара женился на Урраке Диас де Аро (ок. 1192—1262), дочери Диего Лопеса II де Аро, сеньора Бискайи, и его жены Тоды Перес де Азагра. У них не было детей. В 1217 году он подарил тетке своей жены Урраке Лопес де Аро несколько владений в Ла-Буребе, что позволило вдовствующей королеве Леона основать аббатство Санта-Мария-ла-Реаль-де-Вилена.
У него было четверо внебрачных детей от Терезы Гил де Осорно:
- Фернандо Альварес де Лара, унаследовавший Вальденебро, деревню, в честь которой его потомки и получили свое имя. В 1228 году его дальняя родственница Эрумба Урхельская подарила ему церковную собственность. Он был женат на Терезе Родригес де Вильялобос[37].
- Гонсало Альварес де Лара
- Родриго Альварес де Лара. Он отличился в своей военной карьере и принял участие в завоевании Кордовы и Севильи. Он получил Тамарис и Алькала-де-Гуадаира в последующих земельных раздачах[38]. Его подписи встречаются на королевских грамотах вплоть до 1260 года. Он женился на Санче Диас де Сифуэнтес[37], дочери Диего Фройласа и Альдонсы Мартинес де Сильва.
- Нуньо Альварес де Лара.